# گالری ملی (تایلند)

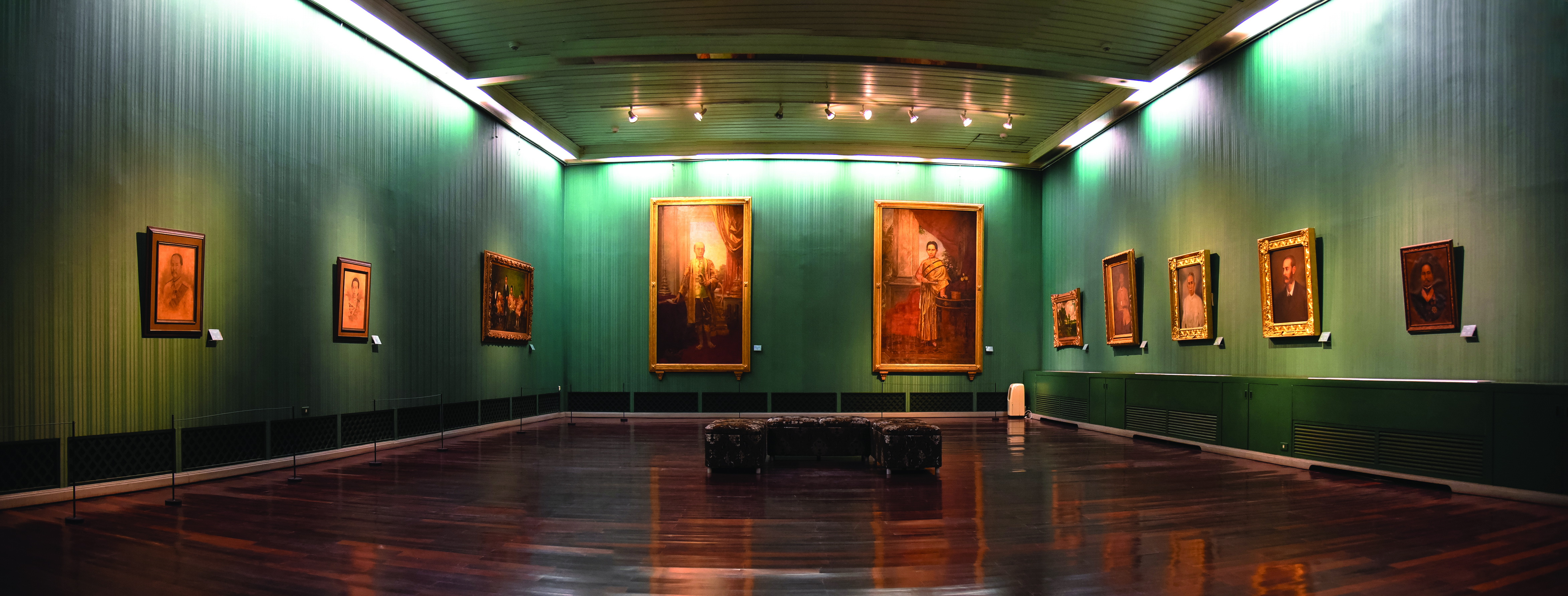
محیط داخلی گالری ملی

گالری ملی یک گالری هنری و یکی از موزه‌های ملی تایلند است. این گالری در خیابان چائو فا، در منطقهٔ تاریخی پرا ناکون بانکوک واقع شده است و در ساختمان سابق ضرابخانه سلطنتی تایلند جای گرفته است. مجموعه‌های گالری طیفی از هنر دیرینه تایلند تا تک چهره‌نگاری متأثر از غرب در قرن نوزده و مدرن و آثار معاصر را دربر گرفته است.

## پیشینه
ساختمانی که گالری در آن قرار گرفته است در سال ۱۹۰۲ به عنوان مکان ضرابخانه سلطنتی ساخته شد. این ساختمان در سبک نئو پالادیان توسط مهندس ایتالیایی کارلو الگری طراحی گردیده است. ضرابخانه که از ماشین آلات وارداتی اروپایی بهره می‌برد، تا سال ۱۹۶۸ در اینجا فعالیت می‌کرد.
در روز ۱۹ آوریل ۱۹۷۴، وزارت خزانه داری و وزارت دارایی، ساختمان قدیمی ضرابخانه سلطنتی را به اداره کل هنرهای زیبا پیشکش کردند تا به گالری ملی تبدیل شود. طی مراسم باشکوهی در روز ۸ اوت ۱۹۷۷، به مناسبت برگزاری جشن تولد ملکه سیریکیت در روز ۱۲ اوت، افتتاح شد.

## مساحت گالری
| نمایشگاه ثابت          | ۹۳۰٫۵ متر مربع (۱۰٬۰۱۶ فوت مربع) |
| نمایشگاه موقت          | ۱٬۴۱۰ متر مربع (۱۵٬۱۷۷ فوت مربع) |
| تالار نمایش            | ۴۷۵ متر مربع (۵٬۱۱۳ فوت مربع)    |
| محیط وقت فراغت و تفریح | ۵۰۰ متر مربع (۵٬۳۸۲ فوت مربع)    |
| اداری                  | ۸۱۵ متر مربع (۸٬۷۷۳ فوت مربع)    |
| مجموع                  | ۴٬۱۳۰ متر مربع (۴۴٬۴۵۵ فوت مربع) |